# صنایع الدریج
صنایع الدریج (انگلیسی: Eldridge Industries) شرکت هلدینگ آمریکایی است، که در سال ۲۰۱۵ تأسیس شد.